# Stazione di Lauterbrunnen
La stazione di Lauterbrunnen è una stazione ferroviaria ubicata a Lauterbrunnen, capolinea delle ferrovie dell'Oberland bernese e della ferrovia Wengernalpbahn.

## Storia
La stazione venne inaugurata il 10 luglio 1890 congiuntamente all'apertura della linea ferroviaria proveniente Interlaken Est, di cui era capolinea. Il 18 aprile 1892 venne inaugurata la ferrovia che partendo da Lauterbrunnen conduceva a Wengen, successivamente prolungata fino a Grindelwald.

## Struttura e impianti
La stazione dispone di un fabbricato viaggiatori che ospita i servizi per i passeggeri quali biglietteria e sala d'attesa. Il piano binari accoglie sia i binari delle ferrovie dell'Oberland bernese che della Wengernalp, di scartamento diverso e che non si intersecano mai tra di loro. È attivo anche un servizio merci su entrambe le linee.

## Movimento
Il servizio viaggiatori è cadenzato con partenze ogni mezz'ora su entrambe le linee, con destinazioni Interlaken Est e Kleine Scheidegg.

## Servizi
- Bar
- Biglietteria a sportello
- Biglietteria automatica
- Sala d'attesa
- Servizi igienici

## Interscambio
Dalla stazione è possibile effettuare l'interscambio con la funivia Lauterbrunnen-Grütschalp, che dal 2006 ha sostituito la funicolare, che conduce alla stazione di Grütschalp, da dove parte la ferrovia per Mürren.
Un servizio di autobus postali porta da Lauterbrunnen a Stechelberg, passando nelle vicinanze delle cascate di Trümmelbach.
Nella stazione è inoltre presente un parcheggio multipiano utilizzato dai viaggiatori che devono raggiungere Wengen e Mürren, chiuse al traffico automobilistico.